# Zatrephes fallax
Zatrephes fallax är en fjärilsart som beskrevs av Paul Dognin 1923. Zatrephes fallax ingår i släktet Zatrephes och familjen björnspinnare. Inga underarter finns listade i Catalogue of Life.